# Xylotrechus aedon
Xylotrechus aedon är en skalbaggsart som beskrevs av Jordan 1903. Xylotrechus aedon ingår i släktet Xylotrechus och familjen långhorningar.
Artens utbredningsområde är São Tomé. Inga underarter finns listade i Catalogue of Life.